# Daveyton
Daveyton is een stad in de provincie Gauteng. De plaats maakt deel uit van de Oost-Rand, formeel de Ekurhuleni Metropolitan Municipality. De plaats werd in 1952 gesticht als township toen ruim 150.000 mensen werden verdreven uit Benoni.